# Lois Smith
Pour les articles homonymes, voir Smith.
Lois Smith est une actrice américaine, née le 3 novembre 1930 à Topeka (Kansas).

## Filmographie

### Cinéma
- 1955 : À l'est d'Eden (East of Eden) : Anne
- 1955 : Une étrangère dans la ville (Strange Lady in Town) de Mervyn LeRoy : Spurs O'Brien
- 1970 : The Way We Live Now : Jane Aldridge
- 1970 : Cinq Pièces faciles (Five Easy Pieces) : Partita Dupea
- 1971 : Brother John : Voisine
- 1972 : Up the Sandbox : Elinore
- 1976 : Next Stop, Greenwich Village : Anita
- 1980 : Ça plane les filles (Foxes) : Mme Axman
- 1980 : Résurrection : Kathy
- 1981 : Georgia (Four Friends) : Mme Carnahan
- 1983 : Reuben, Reuben : Mare Spofford
- 1984 : Reckless de James Foley : Mme Prescott
- 1986 : Twisted : Helen Giles
- 1987 : La Veuve noire (Black Widow) : Sara
- 1987 : Liaison fatale (Fatal Attraction) : Martha
- 1988 : Midnight Run : Mme Nelson
- 1990 : Green Card : mère de Brontë
- 1991 : Le Mari de ma femme (en) (Hard Promises) de Martin Davidson : Mme Bell
- 1991 : Beignets de tomates vertes (Fried Green Tomatoes) : Mama Threadgoode
- 1993 : Chute libre (Falling Down) : la mère de William Foster
- 1994 : Sacré mariage ! (Holy Matrimony) : Orna
- 1995 : Le Patchwork de la vie (How to Make an American Quilt) : Sophia Darling Richards
- 1995 : La Dernière Marche (Dead Man Walking) : mère d'Helen
- 1996 : Twister de Jan de Bont : Meg Greene
- 1996 : Un éléphant sur les bras (Larger Than Life) : Luluna
- 1997 : Hudson River Blues : Julia
- 1998 : The Eternal: Kiss of the Mummy (Trance) : Mme Ferriter
- 1999 : Libres comme le vent (Tumbleweeds) : Ginger
- 2001 : The Pledge : Helen Jackson
- 2001 : Powder Keg : Mother
- 2002 : Le Projet Laramie (The Laramie Project) : Lucy Thompson
- 2002 : Minority Report : Dr Iris Hineman
- 2003 : A Foreign Affair (en) : Ma Adams
- 2003 : Red Betsy : Helen Rounds
- 2004 : The Best Thief in the World : Helen
- 2004 : P.S. : Ellie Silverstein
- 2005 : Sweet Land : Old Inge
- 2006 : Little Fugitive (en) : Elizabeth
- 2006 : Hollywoodland : Helen Bessolo
- 2007 : Turn the River (en) de Chris Eigeman : Abigail
- 2008 : Killshot : Lenore
- 2008 : Diminished Capacity (en) de Terry Kinney : Belle Tyke
- 2010 : La Beauté du geste (Please Give) de Nicole Holofcener : Mme Portman
- 2015 : Night Run (Run All Night) de Jaume Collet-Serra : Margaret Conlon
- 2012 : La Drôle de vie de Timothy Green (The Odd Life of Timothy Green) : tante Mel
- 2017 : Marjorie Prime de Michael Almereyda : Marjorie
- 2017 : Lady Bird de Greta Gerwig : sœur Sarah Joan
- 2020 : Mon oncle Frank de Alan Ball : Tante Butch
- 2020 : Tesla de Michael Almereyda :
- 2021 : The French Dispatch de Wes Anderson : Upshur Clampette
- 2025 : The Uninvited (en) de Nadia Conners : Helen Clare

### Télévision
Sauf indication contraire, les informations mentionnées dans cette section peuvent être confirmées par la base de données cinématographiques IMDb,  présente dans la section « Liens externes ».

#### Séries télévisées
- 1967 : CBS Playhouse (en) (TV) : Evelyn (saison 1, épisode 2)
- 1972 : Love of Life (en) : Mrs. Bendarik
- 1972-1974 : Somerset (en) : Zoe Cannell
- 1975-1977 : The Doctors (en) : Eleanor Conrad (253 épisodes)
- 1982 : ABC Afterschool Special : Margaret (saison 10, épisode 5)
- 1982-1983 : Another World : Ella Fitz (2 épisodes)
- 1983 : The Edge of Night : Mrs. Oakes (7 épisodes)
- 1985 : Méprise (Doubletake) : Sarah (mini-série)
- 1991 : American Playhouse (en) : Ma Joad (saison 10, épisode 2)
- 1998 :  De mères en filles (A Will of Their Own) : Miss Maude (mini-série)
- 2002 : New York, unité spéciale (Law and Order: Special Victims Unit) : Rebecca Tolliver (saison 3, épisode 22)
- 2003-2004 : On ne vit qu'une fois (One Life to Live) : Betsy "tante Betsy" Cramer (15 épisodes)
- 2004 : Cold Case : Affaires classées : Fannie (saison 2, épisode 2)
- 2004 : New York, section criminelle (Law and Order: Criminal Intent) : Elizabeth Bennett (saison 3, épisode 16)
- 2005 : New York, police judiciaire (Law and Order) : Eunice Varick (saison 15, épisode 22)
- 2006 : Grey's Anatomy : Mrs Dickerson (saison 3, épisode 9)
- 2007 : Urgences (ER) : Gracie (4 épisodes)
- 2008-2014 : True Blood : Adèle Stackhouse (12 épisodes)
- 2010 : Desperate Housewives : Allison Scavo (saison 7, épisode 5 et 6)
- 2015 : The Americans : Betty Turner (saison 3, épisode 9)
- 2017 : Blacklist (The Blacklist) : Lucy Game (saison 4, épisode 14)
- 2019-2020 : Ray Donovan : Dolores (saison 7, 4 épisodes)

#### Téléfilms
- 1960 : Strindberg on Love de Henry Kaplan : Julie (segment Miss Julie)
- 1960 : The Master Builder de Richard A. Lukin et John Stix : Hilda
- 1970 : Dragon Country de Glenn Jordan : ?
- 1972 : Particular Men de Glenn Jordan : Anne Starr
- 1980 : The Jilting of Granny Weatherall de Randa Haines : Cornelia
- 1981 : The House of Mirth (en) de Adrian Hall : Bertha Dorset
- 1983 : La fureur des anges (Rage of Angels) de Buzz Kulik : Clara
- 1985 : The Execution of Raymond Graham de Daniel Petrie : Mary Neal
- 1986 : Adam's Apple de James Frawley : Dora Adams
- 1991 : Confusion tragique (Switched at Birth) de Waris Hussein : Margaret
- 1991 : Le meurtre mystérieux de Thelma Todd (en) (White Hot: The Mysterious Murder of Thelma Todd) de Paul Wendkos : Alice Todd
- 1992 : Le mystère du ranch (en) (Keep the Change) de  Andy Tennant : Lureen
- 1992 : Illusion fatale (Deadly Matrimony) de John Korty : ?
- 1993 : Le Combat de Sarah (Skylark) de Joseph Sargent : Lou Wheaton
- 1995 : Truman de Frank Pierson : Madge Wallace Gates
- 2004 : Volonté de fer (Iron Jawed Angels) de Katja von Garnier : Anna Howard Shaw

## Voix françaises
- Arlette Thomas dans :
  - Hollywoodland : Helen Bessolo (2006)
  - Killshot : Lenore (2008)
  - True Blood : Adele Stackhouse (2008-2009)
  - A Dog Year : Lois Blair (2009)
- Frédérique Cantrel dans :
  - Ray Donovan : Dolores (2019-2020)
  - Mon oncle Frank : Tante Butch (2020)
  - Gossip Girl : Iris Lefferts (2022)
  - New York, crime organisé : Mama Boone (2024)
- Monique Maine dans À l'est d'Éden : Anne (1955)
- Nadine Alari dans Cinq Pièces faciles : Partita Dupea (1970)
- Catherine Sola dans La Veuve noire : Sara (1987)
- Annick Alane dans Green Card : la mère de Brontë (1990)
- Jane Val dans Beignets de tomates vertes : Mama Threadgoode (1991)
- Liliane Gaudet dans Chute libre : La mère de William Foster (1993)
- Claude Chantal dans Twister : Meg Greene (1996)
- Danièle Hazan dans Un éléphant sur les bras : Luluna (1996)
- Denise Roland dans Libres comme le vent : Ginger (1999)
- Monique Mélinand dans The Pledge : Helen Jackson (2001)
- Paule Emanuele dans Minority Report : Dr Iris Hineman (2002)
- Monique Thierry dans La Beauté du geste : Mme Portman (2010)
- Marie-Martine dans True Blood : Adele Stackhouse (2011-2014)
- Cathy Cerdà dans The Americans : Betty Turner (2015)
- Marion Game dans Appartements 9JKL : Iris Robinson (2017)
- Michèle Bardollet dans Younger : Belinda Lacroix (2017)